# Juicy
『Juicy』（ジューシー）は、かつて茜新社から発行されていた成人向け漫画雑誌。2013年1月に創刊し、2017年2月に休刊となった。判型はB5判・平綴じ（無線綴じ）。

## 概要
JC（女子中学生）ヒロインによる素朴な純愛系の成年向けコミック誌。2013年1月18日創刊。NO.17（最終号）までコミックエルオーの増刊として不定期刊行。表紙イラストは松竜が担当。同社の休刊した『COMIC RIN』で執筆していた作家の一部が本誌で活動していたが、NO.17（2017年2月27日発売）を最後に休刊した。

## 掲載作家
50音順。COMIC RINでも活動していた作家には名前の後ろに「※」を記載。
- fu-ta
- カイシンシ ※
- ガッツン
- きぃら～☆
- 綺堂無一
- きみおたまこ ※
- 倉澤まこと
- 来栖達也
- 古都子
- 虎向ひゅうら ※
- 笹倉綾人 ※
- 佐々原憂樹
- すえみつぢっか ※
- 関谷あさみ ※
- 鷹勢優 ※
- たまちゆき ※
- 内藤らぶか
- なるさわ景
- 二式鋏（乙） ※
- 猫玄
- 鳩麦月々
- 春風道人 ※
- ベンジャミン ※
- 方密
- ほっけうるふ
- ホーミング ※
- 巻田佳春 ※
- まきのん™
- 松竜
- まめぞう
- 瑞井鹿央 ※
- みずきえいむ ※
- 水島空彦 ※
- みまち
- 無有利安 ※
- 山崎かずま
- ゆうき鶏介

## 姉妹誌
COMIC LO
2002年9月創刊。雑誌コードは03769。